# Cycnogeton
Cycnogeton Endl. – rodzaj roślin z rodziny świbkowatych. Obejmuje osiem gatunków występujących w Australii, na Tasmanii i Nowej Gwinei.
Nazwa naukowa rodzaju pochodzi od greckich słów κύκλος (kiklos – cykl) i γειτων (geiton – sąsiad).

## Morfologia
PokrójWieloletnie rośliny zielne.
PędyDrewniejące kłącze pokryte włóknistą tuniką. Z bulwami korzeniowymi powstającymi na końcach korzeni.
LiścieRównowąskie i spłaszczone, tworzące u nasady pochwę liściową.
KwiatyKwiaty obupłciowe, zebrane w kłos. Okwiat 6-listkowy. Listki położone w 2 podobnych okółkach. Pręcików sześć. Słupków od 3 do 6, wolnych do zrośniętych, wszystkie płodne. Karpofor nieobecny. Szyjki słupka krótkie i grube, zwieńczone brodawkowatym do owłosionego znamieniem.
OwoceOwocniki niepękające, wzniesione lub skręcone, często pofałdowane, zwykle rozpadające się po osiągnięciu dojrzałości.
Gatunki podobneRośliny z rodzaju świbka, od których różnią się drewniejącymi kłączami pokrytymi włóknistą tuniką, obecnością bulw korzeniowych oraz nieobecnością języczka, karpoforu, jałowych słupków i haczykowatych wyrostków na owocach.

## Biologia i ekologia
RozwójHydrofity.
SiedliskoPłynące i stojące wody słodkie.
GenetykaLiczba chromosomów 2n = 16, 32, 46-48, 64.

## Systematyka
Systematyka według Angiosperm Phylogeny Website (aktualizowany system APG IV z 2016)Klad okrytonasienne, klad jednoliścienne (monocots), rząd żabieńcowce Alismatales, rodzina świbkowate Juncaginaceae.
Historycznie rodzaj włączany był w randze podrodzaju do rodzaju świbka lub uznawany był za jego synonim taksonomiczny. Badania filogenetyczne rodziny świbkowatych wykazały jednak, że rodzaj Cycnogeton jest siostrzany dla rodzaju świbka sensu stricto.
Wykaz gatunków
- Cycnogeton alcockiae (Aston) Mering & Kadereit
- Cycnogeton dubium (R.Br.) Mering & Kadereit
- Cycnogeton huegelii Endl.
- Cycnogeton lineare (Endl.) Sond.
- Cycnogeton microtuberosum (Aston) Mering & Kadereit
- Cycnogeton multifructum (Aston) Mering & Kadereit
- Cycnogeton procerum (R.Br.) Buchenau
- Cycnogeton rheophilum (Aston) Mering & Kadereit

## Zastosowanie
Bulwy korzeniowe niektórych gatunków są spożywane przez aborygenów. 